# Yasin Avci
Yasin Avci (født d. 3. august 1984) er en dansk fodboldspiller af tyrkisk herkomst, der sidst spillede for Lyngby BK i Superligaen.

## Klubkarriere
Han startede sin karriere i Albertslund hvor efter han tog til Hvidovre I.F. og så kom han til Boldklubben Frem hvor han fik sin debut 26. maj 2002 hjemme mod Farum som endte 1 – 4 til BK Frem. Han nåede at spille 69 kampe i BK Frem hvor han vandt 36, tabte 21, og spillede 12 uafgjorte. Han scorede 5 mål. Hans første mål for Frem var i kampen mod Herfølge Boldklub den 11. august 2002. Han stoppede i BK Frem den 30. juni 2006.
Derefter gik turen til AC Horsens hvor han spillede indtil sommeren 2009, hvor han skiftede til Lyngby. Her blev parterne den 14. april 2010 enige om at ophæve kontrakten

## Efter karrieren
Den 30. oktober 2010 skrev bl.a. bold.dk, at Avci var ny formand i FC Albertslund, og dermed ville afslutte sin spillerkarriere.